# ربوده‌شده (فرنچایز)
ربوده‌شده (به انگلیسی: Taken)، نام یک مجموعه‌فیلم فرانسوی انگلیسی زبان در ژانر اکشن است که لوک بسون تهیه‌کنندگی آن را برعهده دارد. لیام نیسون، مگی گریس و فامکه یانسن بازیگرانی هستند که در هر سه قسمت فیلم حضور داشته‌اند. لیام نیسون در این مجموعه‌فیلم در نقش یک مأمور سابق سی‌آی‌اِی به نام برایان میلز ظاهر شده‌است که توانایی‌هایی بسیار زیادی دارد. قسمت نخست این مجموعه در سال ۲۰۰۸ تحت عنوان ربوده‌شده به کارگردانی پی‌یر مورل اکران شد. دنباله‌های آن با عناوین ربوده‌شده ۲ و ربوده‌شده ۳ به ترتیب در سال ۲۰۱۲ و ۲۰۱۵ اکران شدند. الیویر مگاتن دو قسمت آخر مجموعه را کارگردانی کرد.
قسمت اول فیلم با واکنش متوسط منتقدان و استقبال بالای تماشاگران همراه بود؛ اما دو قسمت بعدی نقدهای عموماً منفی دریافت کرد. سه‌گانه ربوده‌شده در مجموع ۹۲۹ میلیون دلار در سراسر جهان فروش کرد.
به غیر از سه‌گانه سینمایی، در سال ۲۰۱۷ یک مجموعه تلویزیونی با عنوان ربوده‌شده از شبکه ان‌بی‌سی پخش شد که تمرکز آن بر روی گذشته شخصیت برایان میلز است. کلایو استندن نقش برایان را در سریال ایفا کرده‌است.

## فیلم‌ها
- ربوده شده به کارگردانی پی یر مورل محصول سال ۲۰۰۸
- ربوده شده ۲ به کارگردانی الیویر مگاتن محصول سال ۲۰۱۲
- ربوده شده ۳ به کارگردانی الیویر مگاتن محصول سال ۲۰۱۵

## سریال
- ربوده شده پخش شده در شبکه ان بی سی آمریکا در سال ۲۰۱۷